# Svartaskjeret (Fitjar)
Ne doit pas être confondu avec Svartaskjeret, Svartaskjeret (Fjell) ou Svartaskjeret (Øygarden).
Svartaskjeret est une île dans le landskap Sunnhordland du comté de Vestland. Elle appartient administrativement à Fitjar.

## Géographie
Rocheuse et désertique, à fleur d'eau, qui s'étendent sur environ 197 m de longueur pour une largeur approximative de 155 m. 